# Locris nigrorubra
Locris nigrorubra är en insektsart som beskrevs av Victor Lallemand 1920. Locris nigrorubra ingår i släktet Locris och familjen spottstritar. Inga underarter finns listade i Catalogue of Life.